# Bergotte
Bergotte is een fictief personage uit het vijfde deel van de romancyclus À la recherche du temps perdu van Marcel Proust. Hij is een schrijver waar de verteller vanaf zijn jeugd diepe bewondering voor koestert, en die bevriend is met Swann. Hij vertegenwoordigt voor de verteller aanvankelijk de ideale schrijver, net zoals Elstir dat is voor de schilderkunst en Vinteuil voor de muziek. Deze bewondering voor de schrijver verdwijnt in de loop van de tijd geheel.

## Vermeer
Het personage Bergotte is ziek. Hij leest een recensie over het schilderij Gezicht op Delft van Johannes Vermeer dat op een tentoonstelling is te zien, en ondanks dat hij het schilderij al goed kent, besluit hij het opnieuw te gaan bekijken. Hij ziet nu meer details dan ooit en raakt overdonderd. Hij komt tot het inzicht dat zijn eigen schrijfsels nooit de perfectie zullen behalen waarmee Vermeer het schilderij - en specifiek het 'gele muurtje' aan de rechterzijde - heeft geschilderd. Bergotte sterft ter plekke in het museum.
Proust had het schilderij van Vermeer voor het eerst gezien in 1902 en noemde het het mooiste schilderij ter wereld. Voor Proust was het schilderij het begin van zijn fascinatie voor Vermeer.